# Dolichopeza (Afrodolichopeza) fidens
Dolichopeza (Afrodolichopeza) fidens is een tweevleugelige uit de familie langpootmuggen (Tipulidae). De soort komt voor in het Afrotropisch gebied.